# Illerup Ådal

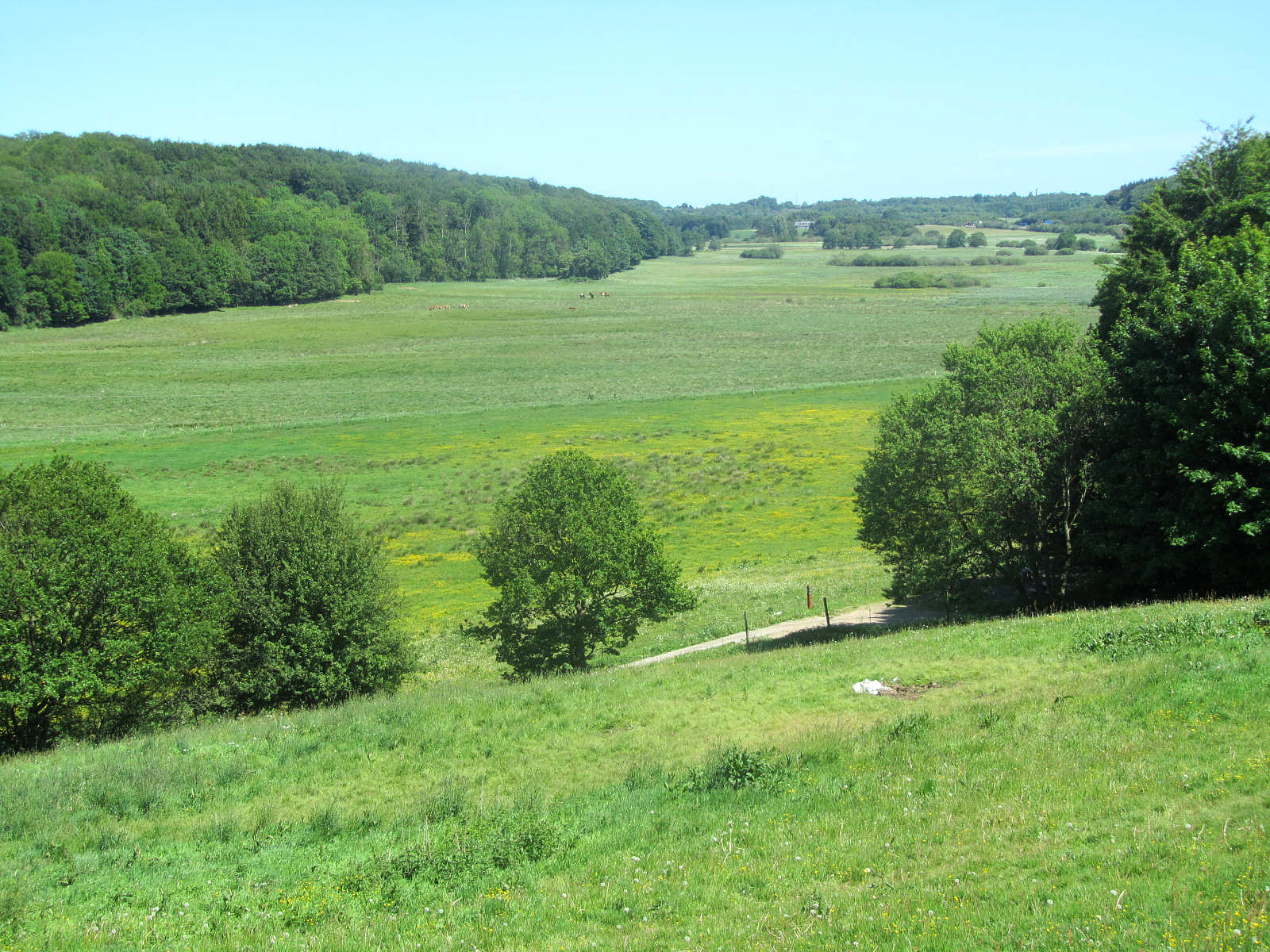
Widok na stanowisko

Illerup Ådal – bagienne stanowisko archeologiczne z okresu wpływów rzymskich, znajdujące się niedaleko Skanderborg we wschodniej Jutlandii.
Stanowisko zostało odkryte w 1950 roku, po osuszeniu znajdującego się wcześniej w tym miejscu jeziora o powierzchni 10 hektarów. Okazało się wówczas, iż w początkach naszej ery zamieszkująca te tereny ludność germańska rytualnie topiła w jeziorze elementy uzbrojenia i inne przedmioty, należące prawdopodobnie do pokonanych wrogów. W trakcie przeprowadzonych w latach 1950-1956 i 1975-1983 prac wykopaliskowych przebadano około 40% powierzchni dawnego akwenu. Archeolodzy wydobyli z ziemi ponad 15 tysięcy przedmiotów: groty włóczni i oszczepów, miecze, tarcze, części ubioru, ozdoby, krzesiwa, noże, grzebienie. Większość artefaktów pochodzi z III i IV wieku. Datowanie dendrochronologiczne desek z tarcz wykazało, iż drzewa użyte do ich wykonania zostały ścięte w pierwszych dziesięcioleciach III wieku.
Latem 2009 roku grupa studentów Uniwersytetu Aarhus podczas prac terenowych odkryła na stanowisku szczątki około 200 osób, datowanie metodą radiowęglową na I wiek n.e. Oznacza to, iż Illerup mogło być także miejscem składania ofiar z ludzi.